# Głaszczki

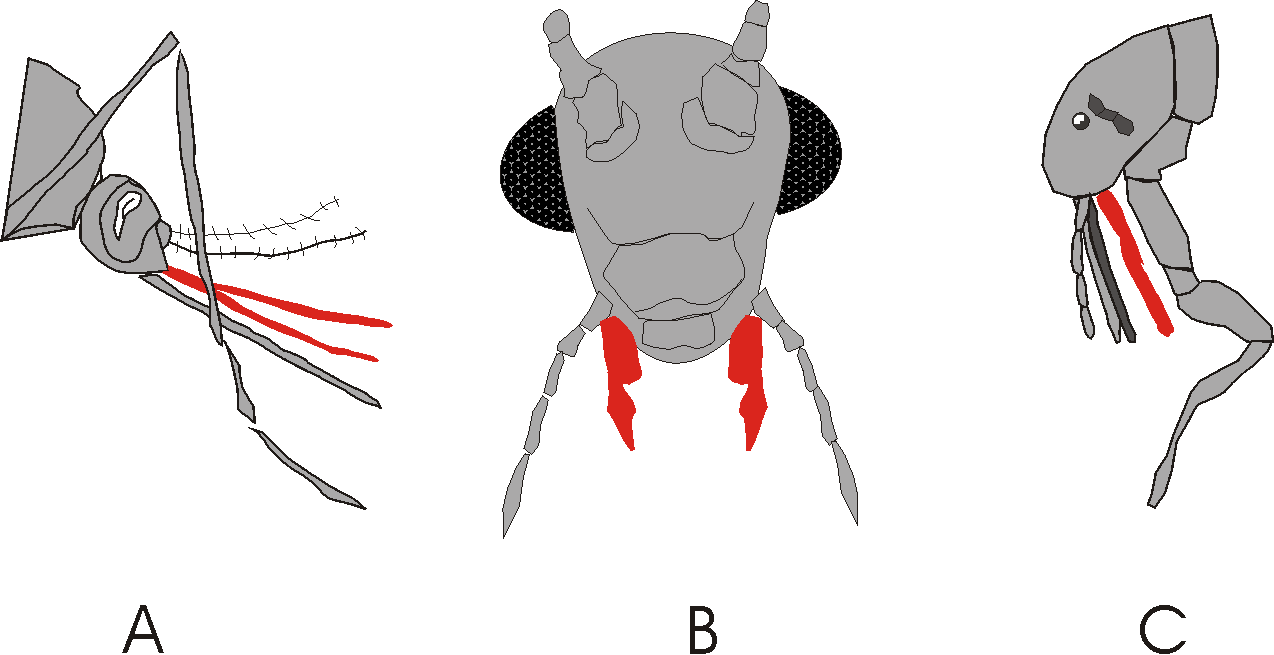
Schematy głaszczek: A – komarów, B – prostoskrzydłych, C – pcheł

Głaszczki (palpi, l.poj. palpus) – narządy obecne u stawonogów i wieloszczetów. Zwykle pełnią funkcje zmysłowe lub chwytne. U dwuparców i sześcionogów wchodzą w skład narządów gębowych. U owadów mogą ulegać modyfikacjom lub zanikowi w zależności od typu aparatu gębowego.

## Wieloszczety
Głaszczki występują w wielu grupach wieloszczetów. Umieszczone są na prostomium lub perystomium. Mogą mieć różną postać. U Aciculata głaszczki są krótkie, o formie stożkowatej lub palczastej i służą jako narządy dotykowe. U wieloszczetów żerujących na drobnych organizmach (mikrofagicznych) spotyka się długie, zaopatrzone w orzęsione rynienki głaszczki służące pobieraniu pokarmu. Tak jest u Calipalpata. U Terebellida i Sabellida liczne, orzęsione głaszczki bywają przekształcone w czułki (tentakule), tworzące razem koronę czułkową, służącą pobieraniu pożywienia.

## Stawonogi

### Dwuparce
U dwuparców występują trzy pary głaszczków wchodzące w skład płytki gębowej czyli gnatochilarium. Dwie z tych par mają kształt walcowaty i osadzone są na pieńkach tejże płytki. Trzecia para jest formy płatowatej i umieszczona jest na blaszkach językowych. Głaszczki zaopatrzone są zwykle w wyrostki sensoryczne i pełnią funkcję zmysłową.

### Sześcionogi
U sześcionogów występują dwie pary głaszczków:
- głaszczki szczękowe(inne języki) (palpi maxillales)
- głaszczki wargowe (palpi labiae)

Pełnią one funkcje zmysłowe. Głaszczki szczękowe osadzone są na zewnętrznych stronach pieńków szczęk, zaś głaszczki wargowe na przedbródku, będącym częścią wargi dolnej. Głaszczki szczękowe mogą być złożone z od 1 do 6 członów, a głaszczki wargowe z od 1 do 5 członów. Głaszczki mogą też wtórnie zanikać w związku z rozwojem kłującego aparatu gębowego (np. wszoły bezgłaszczkowe, pluskwiaki). Z kolei w aparacie liżąco-ssącym typu muskoidalnego, charakterystycznym dla muchówek łękorysych głaszczki wargowe przekształcone są w tarczę oralną i służą pobieraniu pokarmu

### Szczękoczułkowce
U szczękoczułków głaszczki noszą ściślejszą nazwę nogogłaszczków (pedipalp). Powstają z przekształconych odnóży drugiego somitu zaocznego i mogą pełnić funkcję zmysłową lub chwytną